# ویاچسلاو ماکارانکا
ویاچسلاو ماکارانکا (انگلیسی: Viachaslau Makaranka؛ زادهٔ ۱۹ سپتامبر ۱۹۷۵) کشتی‌گیر اهل بلاروس است.